# 만지 (영화)
《만지》(일본어: 卍)는 1964년 개봉한 일본의 영화이다. 마스무라 야스조가 감독을, 신도 가네토가 각본을 맡았다. 다니자키 준이치로의 동명 소설이 영화의 원작이다.

## 같이 보기
- 만자문